# نشاط إرضاعي

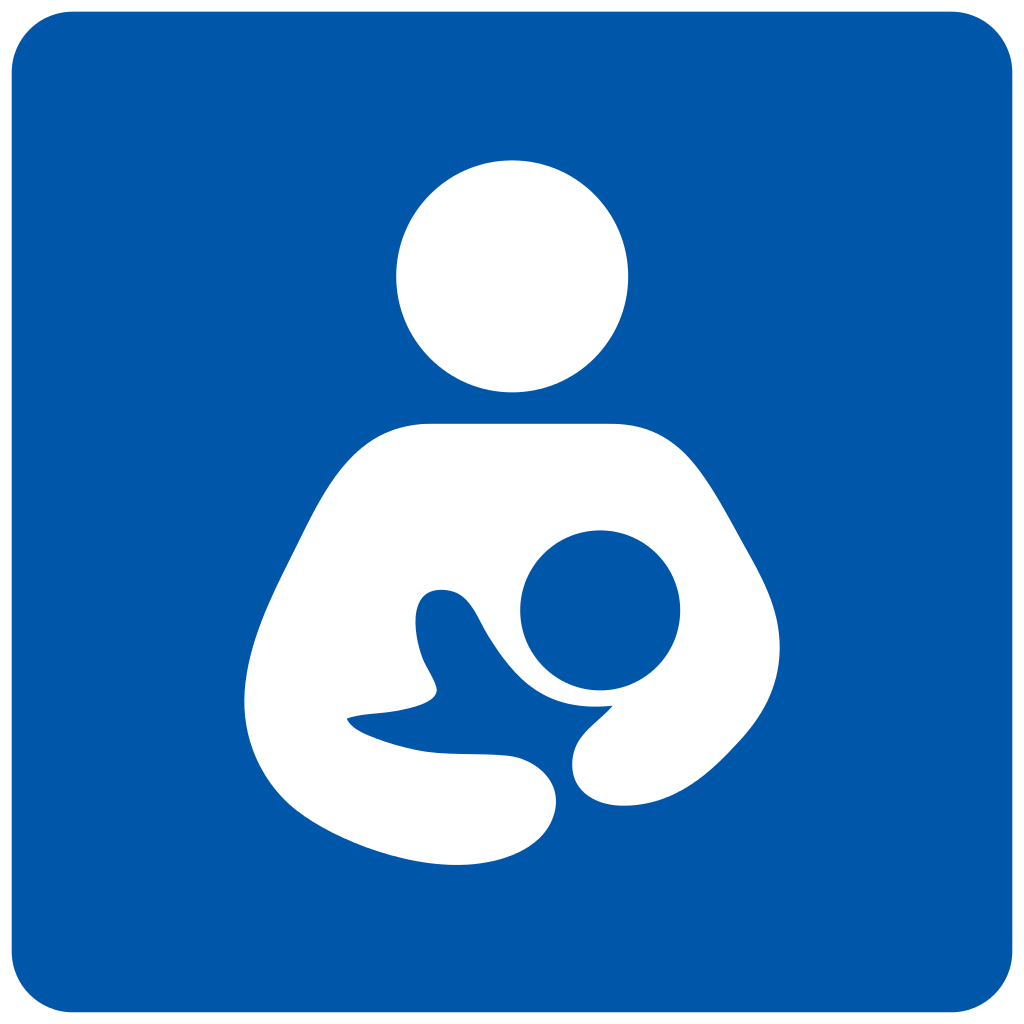
الرمز العالمي للرضاعة الطبيعية

النشاط الإرضاعي – Lactivism (هو مزيج بين كلمتين "lactation" بمعنى الرضاعة و "activism" بمعنى نشاط) هو عقيدة أو ممارسة لأفعال أو مشاركات من أجل تحقيق ثقافة الرضاعة الطبيعية، أحيانًا يتم ذلك عن طريق المظاهرات أو الاحتجاجات...إلخ. داعموا الرضاعة الطبيعية  والذين يُطلق عليهم «داعمي الرضاعة» يسعون للاحتجاج على القانون الدولي لتسويق بدائل لبن الأم من قِبل شركات اللبن الصناعي ومجال صناعته.
أحد الأشكال التي يتخذها النشاط الإرضاعي هو فعل اعتصام للرضاعة، حيث تجتمع النساء في الأماكن العامة لإرضاع أطفالهن، يحدث ذلك غالبًا للاحتجاج على حوادث طُلب فيها من أُمهات مرضعات التغطية أو مغادرة مكان ما بسبب أنهن كانوا يرضعن أطفالهن.
أثناء اعتصامات الرضاعة ترتدي الأمهات المرضعات عادة ملابس تحمل الشعار العالمي للرضاعة الطبيعية لإظهار تضامنهن.
شكل آخر من النشاط الإرضاعي هو العمل على دعم الأمهات اللاتي يرغبن في إرضاع أطفالهن رضاعةً طبيعيةً، حيث يوفر داعمو الرضاعة المعلومات وينشروا المصادر من أجل إرضاع ناجح.
العديد من الناشطات الإرضاعيات يفضلن إرضاع أطفالهن رضاعة طبيعية على استخدام السبل الصناعية الأخرى، حيث يروا أن تلك هي الطريقة الطبيعية لتوفير الغذاء لأطفالهن. ويُقال أن الرضاعة الطبيعية توفر رابطة أقوى تتفوق على الرضاعة الصناعية، قد يقول داعمو الرضاعة أن الرضاعة الصناعية أغلى من الطبيعية حيث تتطلب الكثير من العناصر، وأن المال المُوفّر نتيجة الرضاعة الطبيعية يمكن إنفاقه على العديد من الأشياء المفيدة الأخرى للطفل. منظمات صحية عديدة تدعم لبن الأم كمصدر أساسي لغذاء الطفل مثل الأكاديمية الأمريكية لطب الأطفال والجمعية الطبية الأمريكية ومنظمة الصحة العالمية.